# Javier Suárez
Javier Suárez (nascido em 3 de novembro de 1943) é um ex-ciclista colombiano. Representou seu país, Colômbia, no ciclismo nos Jogos Olímpicos de Verão de 1964.